# Massaker von Borów

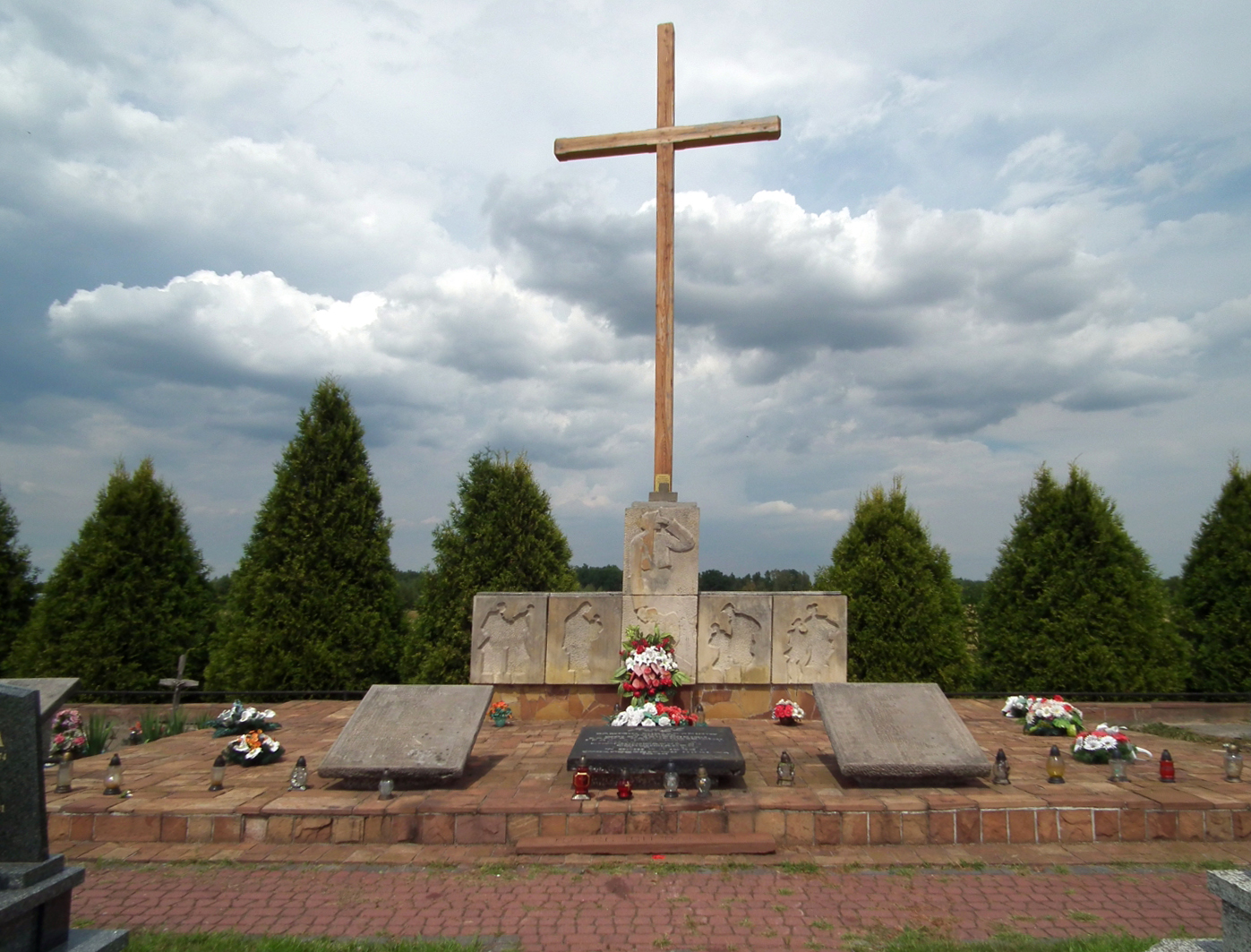
Massaker-Denkmal in Borów

Das Massaker von Borów war ein deutsches Massaker an der Zivilbevölkerung im Gebiet des polnischen Dorfes Borów, das etwa 8 km südöstlich von Annopol liegt. Einheiten der deutschen Truppenpolizei, Wehrmacht und Sicherheitspolizei töteten dabei ab dem 2. Februar 1944 in den Dörfern Borów, Łążek Chwałowski, Łążek Zaklikowski, Szczecyn und Wólka Szczecka 917 Menschen und steckten die Dörfer in Brand.

## Hintergrund
Im Raum Borów hatte sich in der zweiten Jahreshälfte 1943 eine größere Partisanengruppe der Narodowe Siły Zbrojne gebildet, die von Leonard „Ząb“ Zub-Zdanowicz geführt wurde und mehrere hundert Mann stark war. Diese Gruppe führte mehrere Überfälle auf deutsche militärische Verbände und Einrichtungen aus. Wie aus einer Lagemeldung des Kommandeurs der Ordnungspolizei im Distrikt Lublin vom 3. Februar 1944 hervorging, wurden „starke Kräfte der Truppenpolizei, Wehrmacht und Sicherheitspolizei“ zusammengezogen, um gegen die auf 600 Mann geschätzte Partisanengruppe eine gemeinsame Aktion vorzunehmen. Unter den Polizeieinheiten befand sich auch das Polizei-Bataillon 316.

## Durchführung
Die Aktion begann am 2. Februar 1944 und dauerte etwa drei Tage an. Der Einsatzraum umfasste die Dörfer Borów, Łążek Chwałowski, Łążek Zaklikowski, Szczecyn und Wólka Szczecka. Den Partisanen gelang es weitgehend, sich durch eine Flucht in die Wälder der Aktion zu entziehen, während die Zivilbevölkerung den Verfolgungen der deutschen Einheiten ausgesetzt war. In der Meldung vom 3. Februar 1944 wurde als Erfolg der Aktion angeführt: „480 Banditen und Verdächtige im Feuerkampf bzw. auf der Flucht erschossen. Über 300 Familienangehörige zur Weiterleitung an das Arbeitsamt abtransportiert“.